# Thorvaldsenov muzej
Thorvaldsenov muzej je muzej za enega umetnika v Københavnu na Danskem, posvečen umetnosti danskega neoklasicističnega kiparja Bertela Thorvaldsena (1770–1844), ki je večino svojega življenja živel in delal v Rimu (1796–1838). Muzej stoji na majhnem otoku Slotsholmen v središču Københavna poleg palače Kristijansborg. Stavba, ki jo je zasnoval Michael Gottlieb Bindesbøll, je bila zgrajena od leta 1838 do 1848 po javnem zbiranju sredstev leta 1837.

## Zgodovina
Zamisel o muzeju Bertel Thorvaldsen v Københavnu se je pojavila sredi 1830-ih. Decembra 1836 je bil na pobudo Hansa Puggaarda ustanovljen odbor. Njeni člani so bili Joakim Frederik Schouw, Henrik Nicolai Clausen, Niels Laurits Høyen, Hermann Ernst Freund, Jonas Collin in Just Mathias Thiele. 10. januarja 1837 je začela vsedržavno akcijo zbiranja sredstev. Naslednjih 15 mož je bilo izvoljenih za člane upravnega odbora na generalni skupščini, ki je potekala 21. junija 1837: H.N. Clausen (190 glasov), Just Mathias Thiele (189 glasov), Jonas Collin (185 glasov), N.L. Høyen (183 glasov), Hermann Ernst Freund (179 glasov), J. F. Schouw (165 glasov), Gustav Friedrich Hetsch (138 glasov), Herman Wilhelm Bissen (112 glasov), Søren Ludvig Tuxen (86 glasov), Peder Brønnum Scavenius (83) glasov), Heinrich Gamst (82 glasov), Hans Puggaard (76 glasov), Friederich Ernst von Prangen (76 glasov), Christian Jürgensen Thomsen (67 glasov) in Jørgen Hansen Koch (66 glasov). Poleg tega so Joseph Hambro, Carl Moltke (60 glasov), J.H. Lund ali J. L. Lund (46 glasov), Hans Christian Ørsted (44 glasov), Heinrich Reventlow-Criminil (39 glasov) so bili izvoljeni kot namestniki.

## Arhitektura
Stavba se močno zgleduje po starogrški arhitekturi in je zgrajena okoli notranjega dvorišča, kjer je umetnik pokopan. Dvorišče je opazno po tem, da je poslikano z egipčanskimi motivi: visoke datljeve palme; levi in krokodili se sprehajajo med eksotičnimi pticami in rastlinami. Egiptovski vpliv na zunanjost je bolj nedolžne. Tu ogromna vrata v strogem trapezoidnem slogu opredeljujejo arhitektove namene, da se hkrati pokloni atiškemu grškemu, pompejskemu in egipčanskemu slogu. Omembe vreden je zaradi edinstvene uporabe barv znotraj in zunaj. Vsaka soba v muzeju ima edinstveno stropno dekoracijo v grotesknem slogu. Zunanjost je okrašena s frizom, ki prikazuje Thorvaldsenovo vrnitev domov iz Rima leta 1838, delo Jørgena Sonneja.

## Zbirke
Muzej prikazuje obsežno zbirko umetnikovih del v marmorju in mavcu, vključno z originalnimi mavčnimi modeli, uporabljenimi pri izdelavi kipov in reliefov iz litega brona in marmorja, ki so zdaj na ogled v muzejih, cerkvah in na drugih lokacijah po svetu. V muzeju so tudi slike, grške, rimske in egipčanske starine, risbe in grafike, ki jih je Thorvaldsen zbiral v času svojega življenja, pa tudi široka paleta osebnih stvari, ki jih je uporabljal pri svojem delu in vsakdanjem življenju.

### Klet
V južnem hodniku so tri stalne mini razstave: o Thorvaldsenovem življenju s predmeti iz njegove posesti, o njegovi tehniki in delavnici ter o zgodnjih portretnih doprsnih kipih. Njegova nagrajena dela za akademijo in izbor modelov lahko najdete v zahodnem hodniku. Thorvaldsenova zbirka mavčnih odlitkov je na ogled v severnem hodniku. Na voljo je tudi sedem manjših prostorov za posebne razstave.

### Pritličje
V pritlični avli so Thorvaldsenovi mavčni modeli zgodovinskih osebnosti, ki jih lahko vidimo v različnih evropskih mestih. V pritličju je tudi tako imenovani Kristussal, ki prikazuje mavčne modele za figure Kristusa in apostolov v Københavnski stolnici.
V zahodnem hodniku je muzejska trgovina, v severnem hodniku pa so mavčni modeli za lik Janeza Krstnika v trikotnem zatrepu nad glavnim vhodom v stolnice. Na južnem hodniku so razstavljeni mavčni modeli različnih figur in reliefov, ki se nahajajo v ostalih 21 manjših prostorih v nadstropju. Ti prikazujejo predvsem motive iz antične mitologije. Thorvaldsenov grob je v atriju v prvem nadstropju.

### Zgornje nadstropje
V zgornjem nadstropju sta dve stalni razstavi ter Thorvaldsenova zbirka slik in kipov. V zahodnem hodniku so razstavljeni Thorvaldsenovi marmorni frizi »Alexander den Stores indtog i Babylon«. Gre za pomanjšano izdajo dela iz leta 1812. V južnem in severnem hodniku so še mavčni modeli različnih figur in reliefov, ki so razstavljeni v pritličju.
V eni sobi je prikazana oprema iz Thorvaldsenovega profesorjevega stanovanja na umetniški akademiji v palači Charlottenborg.

## Galerija
- Notranjost
- Galerija
- Tri Gracije s kupidom
- Hodnik
- Adonis
- Pastir
- Kupid
- Portret Thorvaldsena, Floriano Pietrocola
- Mlada plesalka
- Soba
- Slika iz Thorvaldsenove lastne zbirke Johana Christiana Dahla
- Slika iz Thorvaldsenove lastne zbirke Franza Ludwiga Catela
- Skleda